# Coma-Bereniciden
Die Coma-Bereniciden sind ein Meteorstrom, welcher vom 5. Dezember bis zum 4. Februar aktiv ist. Sie erreichen eine ZHR von 3 Meteoren pro Stunde. Der Radiant der Coma-Bereniciden verlängert sich während seiner Aktivität vom Sternbild Löwe in das Sternbild Haar der Berenike hinein.